# Glenea parartensis
Glenea parartensis là một loài bọ cánh cứng trong họ Cerambycidae.